# O Estado de S. Paulo

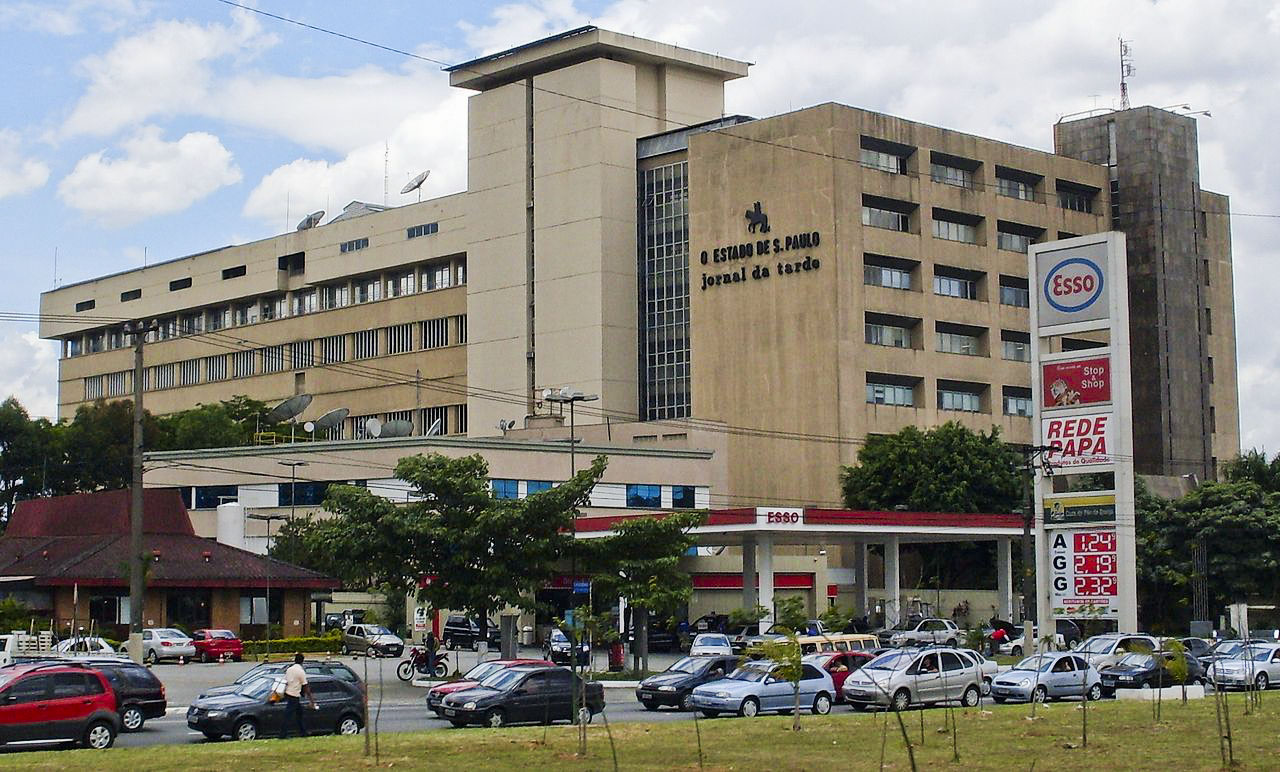
Sitz des Estado de S. Paulo, an der Av. Prof. Celestino Bourroul in der Nähe der Marginal Tietê, Nordzone von São Paulo.

O Estado de S. Paulo (deutsch Der Staat von São Paulo), umgangssprachlich auch O Estadão, ist die älteste Tageszeitung Brasiliens und der Metropolregion São Paulo, die am 4. Januar 1875, noch während des Kaiserreichs in Brasilien, zuerst unter dem Namen „A Província de São Paulo“ (Die Provinz São Paulo), von Júlio César de Mesquita (1862–1927) herausgebracht wurde. Nach der Transformation São Paulos von einer Provinz in einen Bundesstaat erhielt die Zeitung im Januar 1890 ihren heutigen Namen. Das Blatt und die dazugehörende Grupo Estado ist in ausschließlichem Besitz der einflussreichen Familie Mesquita.

## Geschichte
Eine Gruppe von sechzehn Republikanern versammelte sich am 18. April 1873 in São Paulo, um einen Vorschlag zur Gründung der ersten republikanischen Zeitung in der Provinz São Paulo zu verwirklichen. Sie propagierten republikanische Ideale und forderten die Abschaffung von Monarchie sowie den Kampf gegen Sklaverei (Abolitionismus) und Todesstrafe. Hauptsächliche Gründungsväter waren Américo Brasiliense de Almeida Melo, José Maria Lisboa (Administrator) und Francisco Rangel Pestana, der zunächst auch leitender Herausgeber war und nach seinem Ausscheiden von Julio de Mesquita ersetzt wurde.
Das Blatt war damals die erste Zeitung, die, zum Spott der „Paulistas“, wie die Bewohner São Paulos genannt werden, und der Konkurrenz, statt auf das Abonnement auf den Einzelverkauf setzte. Den Einzelverkauf förderte damals ein Franzose, Bernard Gregoire, der auf einem Pferd sitzend trompeten-blasend auf den Verkauf der Zeitung aufmerksam machte. Die Anfangsauflage betrug etwa 2.000 Exemplare auf jeweils vier Seiten, allerdings von erheblicher Bedeutung für eine Stadtbevölkerung von damals geschätzten 31.000 Personen. Seitdem ist die Zeitung mit der Metropole eng verwachsen und hat zunehmend Einfluss auf die politischen Entwicklungen im Land genommen. Ab 1902 befand sich die Zeitung im ausschließlichen Eigentum der in Brasilien bis heute einflussreichen Familie Mesquita. Nach dem Tod von Júlio de Mesquita übernahm 1927 sein Sohn Júlio de Mesquita Filho die Redaktion, sein Bruder Francisco war zuständig für die Finanzen.
Während der Zeit des Ersten Weltkriegs unterstützte die Zeitung die Alliierten, woraufhin die umfangreiche deutsche Kolonie in São Paulo alle Anzeigen in der Zeitung entfernen ließ. Bis zum Ende des Zweiten Weltkriegs eckte die Zeitung mehrfach mit den brasilianischen Machthabern der damaligen Zeit an und wurde auch mehrfach konfisziert und zensiert.
Nach dem Zweiten Weltkrieg entwickelte sich der „O Estado“ zur wichtigsten Zeitung Brasiliens. Lange Zeit stand sie zur Opposition zu den meisten Regierungen bis 1964, wo sie den Militärputsch von Castello Branco unterstützte. Nachdem das Militärregime die Parteien aufgelöst hatte, brach „O Estado“ mit dem Militärregime. Die Zeitung wurde danach wieder der Zensur unterworfen, gegen die sie sich unter der Leitung von Júlio de Mesquita Neto heftigst wehrte.

## Moderne Mediengruppe
Im Jahr 1958 begann die Diversifikation der Gruppe mit der Inbetriebnahme von Rádio Eldorado, einem Sender, der auf FM und AM Radiosendungen ausstrahlt. In 1966 wurde das Jornal da Tarde lanciert. Ein wichtiger Schritt war jedoch die Einrichtung eines Nachrichtendienstes mit der Agência Estado (AE), der größten Nachrichtenagentur in Brasilien. Die „AE“ versorgt die Medien der Estado-Gruppe mit Nachrichten, Bildern und Radiobeiträgen. Im Jahr 1984 wurde OESP Mídia geboren und seit 1988 existiert OESP-Gráfica, ein modernes Druckunternehmen. Seit 2000 gibt es die Online-Ausgabe.
In den 1980er Jahren wurde das Blatt vor allem stilistischen Veränderungen unterworfen, auch kam jetzt Farbe in die Zeitung. O Estado ist zurzeit die fünftgrößte Zeitung Brasiliens und die zweitgrößte Zeitung in São Paulo, nach der Folha de S. Paulo. Im Allgemeinen wird der Estado von der Bevölkerung „Estadão“ genannt, eine liebevolle Vergrößerungsform, grammatikalisch „Augmentativ“ genannt.
Seit dem 15. Juni 2007 ist Aurélio de Almeida Prado Cidade Vorsitzender des Aufsichtsrates der Estado-Gruppe. Der „Estadão“ ist mit seinem seriösen Layout der deutschen FAZ vergleichbar und gehört dem sozial-liberalen Politspektrum an.